# Ruspa

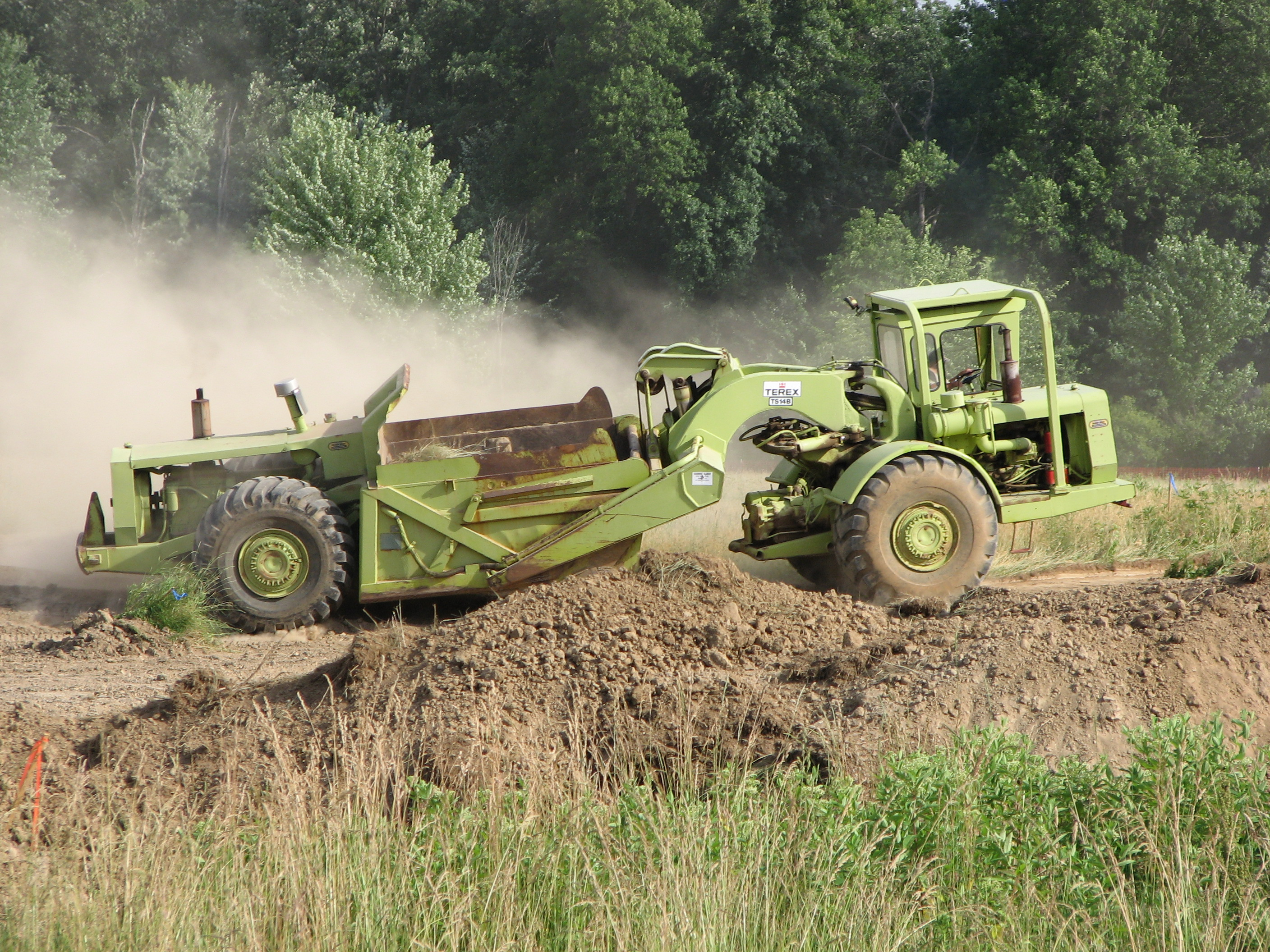
Terex TS-14b a due motori a Hudson, Ohio.

Una ruspa è una macchina per la movimentazione di terra, adatta per lo spianamento superficiale; è in grado di tagliare a spessore il terreno, caricarlo, trasportarlo e scaricarlo.
Composta da un rimorchio trainato da un trattore, normalmente entrambi gommati, attualmente a due assi ma storicamente a tre.
Il rimorchio ha il cassone mobile, con la parte bassa dotata di un bordo frontale tagliente, che va sostituito periodicamente per l'usura. La tramoggia abbassata taglia il suolo all'altezza voluta, l'inerzia del movimento carica il terreno nel cassone, come una pialla a mano per il legno, dove il truciolo entra nel suo interno e se troppo grande esce da sopra. Quando la tramoggia è piena (da 8 a 34 m³ a seconda del tipo) viene sollevata, e chiusa, ed il contenuto trasportato nel luogo di scarico. Lo scarico può essere posteriore o anteriore. Per lo scarico la tramoggia deve essere abbassata parzialmente senza incidere il terreno. Se lo scarico è anteriore il pannello posteriore della tramoggia, o l'eiettore, è idraulicamente spinto in avanti e il carico cade fuori con uno spessore desiderato, normalmente tra i 20 ed i 30 centimetri. Esistono modelli con un motore solo e normalmente necessitano di un apripista cingolato detto pusher, con la lama più stretta del normale, che spinge da dietro il rimorchio aiutando ad incidere i terreni più duri. Per esempio: Caterpillar D10 pusher. I modelli più pesanti hanno due motori, di cui uno guida le ruote anteriori e l'altro guida le ruote posteriori, con motori fino a 400 kW (536 CV). Esistono modelli con un sistema di autocaricamento rotante che non necessitano di retro spinta.
La ruspa è stata inventata da Robert Gilmour LeTourneau nel 1930. 

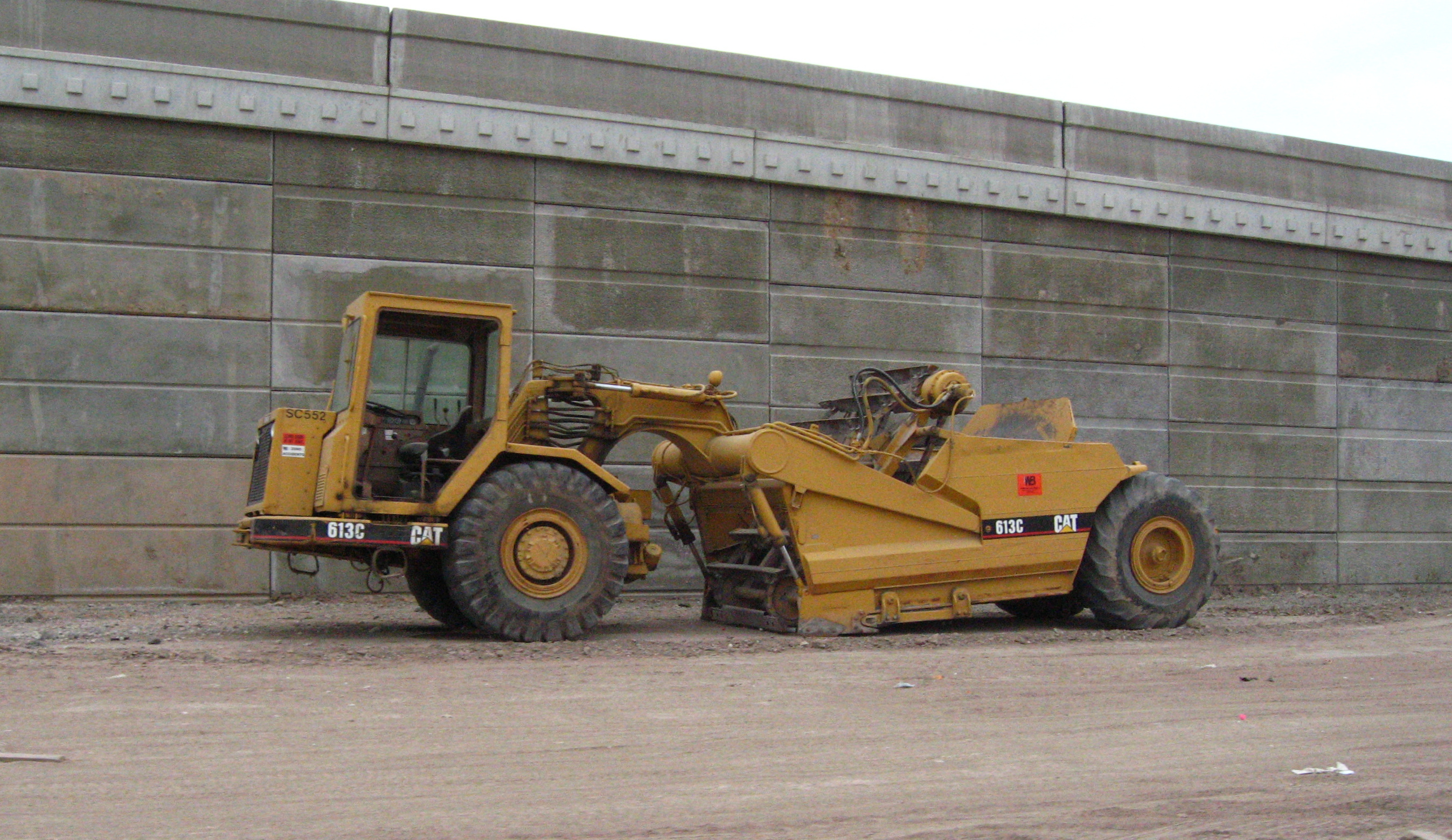
Caterpillar 613C autocaricamento rotante

Spesso, erroneamente, nei quotidiani e nei programmi televisivi viene definita ruspa ogni macchina da cantiere.

## Utilizzo
- Leggere rimozioni di terreno vegetale, scotico
- Costruzione di rilevati in terreno poco ondulato
- Scavo e trasporto di terreno molto compatto, anche ghiaioso ma non cementato
- Spargimento di materiale a strati di spessore costante
- Scavo e trasporto di inerti incoerenti in cave su terreni di origine alluvionale

La distanza di caricamento generalmente è di 30 metri e per essa occorre circa un minuto. Massima resa in cantieri di sterro e riporto con brevi distanze fra i due.